# Prionus linsleyi
Prionus linsleyi là một loài bọ cánh cứng trong họ Cerambycidae.